# Mollitrichosiphum taiwanum
Mollitrichosiphum taiwanum är en insektsart som först beskrevs av Takahashi, R. 1921.  Mollitrichosiphum taiwanum ingår i släktet Mollitrichosiphum och familjen långrörsbladlöss. Inga underarter finns listade i Catalogue of Life.